# Lepidocephalus
Genre
Lepidocephalus est un genre de poissons téléostéens de la famille des Cobitidae et de l'ordre des Cypriniformes. Les membres de ce genre sont connus comme "les loches d'esprit".

## Liste des espèces
Selon FishBase (7 juillet 2015) :
- Lepidocephalus macrochir (Bleeker, 1854)
- Lepidocephalus nanensis Deein, Tangjitjaroen & Page, 2014[1]
- Lepidocephalus spectrum Roberts, 1989

### Note
Également:
- Lepidocephalus pallens Vaillant, 1902[1]
- Lepidocephalus pahangensis de Beaufort, 1933[1]